# Thamnotettix zelleri
Thamnotettix zelleri är en insektsart som beskrevs av Carl Ludwig Kirschbaum 1868. Thamnotettix zelleri ingår i släktet Thamnotettix och familjen dvärgstritar. Inga underarter finns listade i Catalogue of Life.